# Jancsó Sarolta
Jancsó Sarolta (Budapest, 1951. május 19. –) magyar színésznő, színháztörténész. Csokonai alkotói-díjas; (2010).

## Életpályája
1974-ben Budapesten fejezte be a Színház- és Filmművészeti Főiskolát. Osztályvezető tanárai Várkonyi Zoltán és Marton László voltak. A diploma megszerzése után a Miskolci Nemzeti Színházhoz került, majd 1976-tól a Győri Nemzeti Színházban folytatta pályáját. 1981-ben a nyíregyházi Móricz Zsigmond Színház társulatához szerződött, 1983-ban pedig a debreceni Csokonai Színház művésznője lett. 10 év elteltével, 1993-tól szabadúszó színészként szerepel az ország több színházában. Fellépett Szegeden, Dunaújvárosban, a Merlin Színházban, a Korona Pódiumon, a Nevesincs Színházban (Theatrum Hungaricum), a Fogi Színházban.
Színészmesterséget tanít a THÉBA Művészeti Szakközépiskolában; korábban a Novus Alapfokú Művészeti Iskolában is. 2007-ben elvégezte a Veszprémi Egyetem színháztörténet szakát.
Rendez gyermek- és diákszínjátszó előadásokat. Tanítványaival évek óta részt vesz (és díjakat nyer) a Weöres Sándor gyermekszínjátszó, és az Országos Diákszínjátszó Fesztiválon.
Férje Nagy András László rendező volt.

## Színpadi szerepei
- Csehov: Sirály – Mása
- Csehov: Három nővér – Irina
- Brecht: A kaukázusi krétakör – Gruse
- Brecht: A szecsuani jó ember – Sen-Te
- Shakespeare: Romeó és Júlia – Júlia
- Tennessee Williams: Üvegfigurák – Laura
- Sartre: Temetetlen holtak – Lucy
- García Lorca: Yerma – Mária
- García Lorca: Bernarda Alba háza – Martirió Angustias
- Molière: A tudós nők – Henriette
- Kleist: Amphitryon – Alkméné
- Móricz Zsigmond: Úri muri – Rhédey Eszter
- Háy Gyula: Tiszazug – Árva Mari
- Euripidész – Sartre: Trójai Nők – Kassandra
- Bernard Slade: Jövőre, veled, ugyanitt – Doris
- Schwajda György: Segítség – Asszony
- Göncz Árpád: Magyar Médea – Jászóné Deák Médea
- Vörösmarty Mihály: Csongor és Tünde – Ilma; Mirigy
- Szomory Dezső: Hermelin – Lukács Antónia
- Frances Goodrich – Albert Hackett: Anna Frank naplója
- Jókai Mór, Rossa László, Lénárt László: Szaffi – Czaffrinka anyó

## Rendezései
- Straub Dezső ifj. - Lánárt László: Bambi
- Georg Büchner: Leonce és Léna
- Lev Birinszkij: Maskarádé
- Ingmar Bergman: Fafestmény
- Euripidész – Sartre: Trójai nők
- Borisz Vasziljev: Csendesek a hajnalok
- Schwajda György: Segítség
- Mándy Iván: A huzat tündérei
- Spiró György: Ahogy tesszük
- Peter Weiss: Mockinpott úr kínjai és meggyógyíttatása
- Katajev: A kör négyszögesítése

## Filmjei

### Játékfilmek
- Álmodó ifjúság (1974)
- Szarvassá vált fiúk (1974)
- Idegen arcok (1974)
- Kilenc hónap (1976)
- Vasárnapi szülők (1980)

### Tévéfilmek
- Próbafelvétel (1974)
- Embersirató (1974)
- Az utolsó tánctanár (1975)
- Nyúlkenyér (1977)
- Zokogó Majom 1-5. (1978)
- Holnap Tali! (2017)